# 지방도 제835호선
지방도 제835호선은 전라남도 장흥군 장흥읍 충열리 충열삼거리와 영암군 영암읍 학송리를 잇는 전라남도의 지방도이다.
1985년에는 노선명이 '남포 ~ 영암선'이었다가 1995년 12월 8일 노선이 단축되면서 지금과 같은 '장흥 ~ 영암선'이 되었다.

## 연혁
- 1985년 12월 23일 : 기점을 '장흥군 용산면 남포(상발리)', 종점을 '영암군 영암읍 학송리'로 명시하고 도로개량이 완료된 장흥군 장흥읍 충렬리 ~ 성북리 5.3km 구간과 강진군 병영면 사양리 ~ 옴천면 월곡리 14.381km 구간, 영암군 영암읍 학송리 3.82km 구간 도로예정지 해제[1]
- 1987년 1월 22일 : 장흥군 장흥읍 충렬리 ~ 영암군 영암읍 학송리 23.501km 구간 도로예정지 해제[2]
- 1991년 4월 12일 : 1993년 3월까지 용산 ~ 상발간 도로(장흥군 용산면 접정리 ~ 상발리) 9.92km 구간 확포장공사 계획을 공고[3]
- 1992년 1월 27일 : 장흥군 용산면 섭정리 ~ 상발리 9.92km 구간 도로예정지 해제[4]
- 1995년 12월 8일 : 기점을 기존 장흥군 용산면 남포(상발리)에서 '장흥군 장흥읍 충열리'로 단축함. 이에 따라 노선명을 '남포 ~ 영암선'에서 '장흥 ~ 영암선'으로 변경하고 총 연장 23.5km가 됨.[5]
- 1996년 2월 21일 : 1996년 12월까지 병영우회도로(강진군 병영면 도룡리 ~ 한학리) 확포장공사를 위해 3.0km 구간 도로구역 변경[6]
- 2003년 3월 27일 : 기존 지방도 노선을 폐지하고 새로 지정[7]
- 2011년 4월 27일 : 2012년 2월까지 강진 계산지구(강진군 옴천면 기좌리, 강진군 병영면 한학리) 개량공사를 위해 총 363m 구간 도로구역 변경[8]
- 2013년 7월 19일 : 2015년 12월까지 장흥 충열지구(장흥군 장흥읍 사안리) 개량공사를 위해 320m 구간 도로구역 변경[9]

## 주요 경유지
- 장흥군
  - 장흥읍 충열삼거리 - 장흥공설운동장 - 사안리 - 성흥교

- 강진군
  - 병영면 삭양리 - 도룡리 - 병영면삼인리 교차로 - 병영면소재지 교차로 - 삼인리 - 성남2교 - (회전 교차로) - 병영초등학교 - 성남리 - 병영면사무소 - 성동리 - 한학리 - 기알재(고알재)
  - 옴천면 기알재(고알재) - 옴천면개산리 교차로 - 옴천면기좌리 교차로 - 개산교 - 영산리 - 옴천면영산리 교차로 - 월곡제

- 영암군
  - 영암읍 올곡제 - 돈밧재 - 동영암 나들목 - 장흥 교차로

## 도로명
전 구간 장강로에 속한다.